# Verona
Verona es una ciudad italiana ubicada en la región de Véneto y capital de la provincia homónima. Es la duodécima ciudad más poblada del país, con 258 031 habitantes, y un dinámico centro económico. Está rodeada de colinas y atrapada por un meandro del río Adigio, a unos 30 km al este del lago de Garda.

## Historia

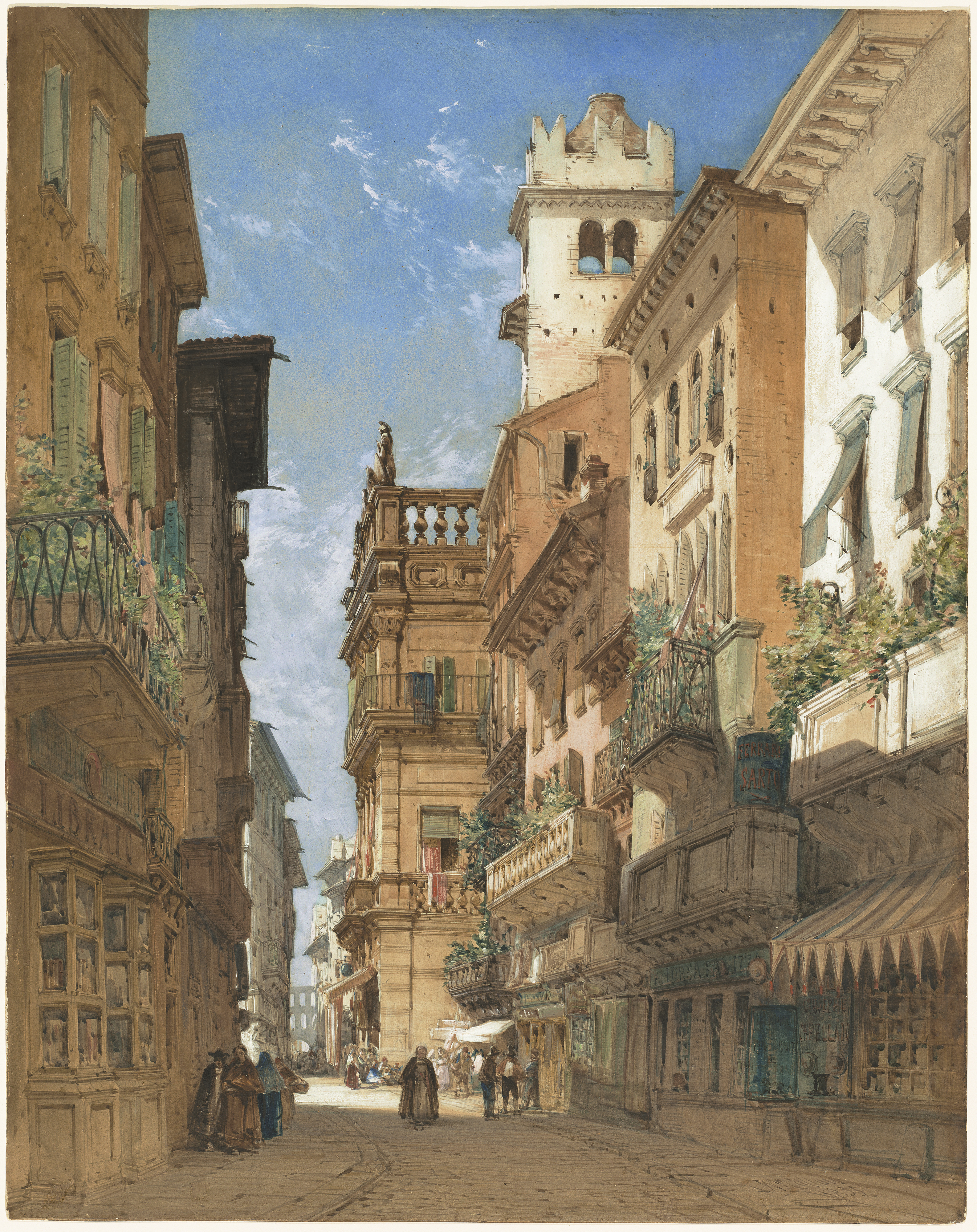
Calle de Verona a mediados del

Con la conquista del valle del río Po, alrededor del 300 a. C., el territorio quedó bajo la República romana. La ciudad se convirtió en colonia romana en el año 89 a. C. y municipium en el 49 a. C. Posteriormente se convertiría en un importante objetivo de los ostrogodos, lombardos y francos. 
En tiempos de los romanos era punto de encuentro de cuatro vías consulares: la vía Gallica, la vía Augusta, el Vicum Veronensium y la vía Postumia. 

### La Verona de los Scaligeri
En el siglo XII el Comune libre de Verona formó parte de la Liga Lombarda, que se opuso victoriosamente al emperador Federico I Barbarroja.
En el siglo XIII se afirmaron las señorías. La primera fue la de Ezzelino da Romana. Pero el apogeo de la ciudad coincidió con la señoría de los Scaligeri, que gobernaron por delegación del emperador durante aproximadamente un siglo, desde 1260 con Mastino I della Scala hasta 1387. La señoría scalígera se caracterizó por el bienestar económico y político y patrocinó realizaciones artísticas importantes.

### Edad Moderna
Después, durante algo más de una década la ciudad pasó a depender de los Visconti de Milán, hasta que en 1405 se impuso el dominio veneciano. Desde 1509 a 1517 la ciudad estuvo en poder del emperador Maximiliano I.
En el siglo XVI floreció de nuevo el arte con Paolo Veronés, uno de los mayores maestros de la pintura véneta e italiana.

### Edad Contemporánea
Verona fue ocupada por Napoleón Bonaparte en 1797. En octubre de ese mismo año, cuando Napoleón firmó el Tratado de Campo Formio con Austria, la ciudad pasó a dominio austriaco. Los austriacos tomaron el control de la ciudad el 18 de enero de 1798. Tras varias alternativas como consecuencia de las guerras entre Napoleón y los austriacos, quedó definitivamente en poder de Austria desde el 4 de febrero de 1814 hasta el 16 de octubre de 1866, año que pasó a formar parte de Italia, junto con el Véneto.

## Clima
| Parámetros climáticos promedio de Verona (normales 1991–2020, extremos 1946–presente)                                                          | Parámetros climáticos promedio de Verona (normales 1991–2020, extremos 1946–presente) | Parámetros climáticos promedio de Verona (normales 1991–2020, extremos 1946–presente) | Parámetros climáticos promedio de Verona (normales 1991–2020, extremos 1946–presente) | Parámetros climáticos promedio de Verona (normales 1991–2020, extremos 1946–presente) | Parámetros climáticos promedio de Verona (normales 1991–2020, extremos 1946–presente) | Parámetros climáticos promedio de Verona (normales 1991–2020, extremos 1946–presente) | Parámetros climáticos promedio de Verona (normales 1991–2020, extremos 1946–presente) | Parámetros climáticos promedio de Verona (normales 1991–2020, extremos 1946–presente) | Parámetros climáticos promedio de Verona (normales 1991–2020, extremos 1946–presente) | Parámetros climáticos promedio de Verona (normales 1991–2020, extremos 1946–presente) | Parámetros climáticos promedio de Verona (normales 1991–2020, extremos 1946–presente) | Parámetros climáticos promedio de Verona (normales 1991–2020, extremos 1946–presente) | Parámetros climáticos promedio de Verona (normales 1991–2020, extremos 1946–presente) |
| Mes | Ene.                                                                                  | Feb.                                                                                  | Mar.                                                                                  | Abr.                                                                                  | May.                                                                                  | Jun.                                                                                  | Jul.                                                                                  | Ago.                                                                                  | Sep.                                                                                  | Oct.                                                                                  | Nov.                                                                                  | Dic.                                                                                  | Anual                                                                                 |
| --- | ------------------------------------------------------------------------------------- | ------------------------------------------------------------------------------------- | ------------------------------------------------------------------------------------- | ------------------------------------------------------------------------------------- | ------------------------------------------------------------------------------------- | ------------------------------------------------------------------------------------- | ------------------------------------------------------------------------------------- | ------------------------------------------------------------------------------------- | ------------------------------------------------------------------------------------- | ------------------------------------------------------------------------------------- | ------------------------------------------------------------------------------------- | ------------------------------------------------------------------------------------- | ------------------------------------------------------------------------------------- |
| Temp. máx. abs. (°C) | 19.8                                                                                  | 22.1                                                                                  | 27.2                                                                                  | 31.8                                                                                  | 36.6                                                                                  | 38                                                                                    | 38.2                                                                                  | 39.0                                                                                  | 33.2                                                                                  | 29.2                                                                                  | 23.6                                                                                  | 18.8                                                                                  | 39.0                                                                                  |
| Temp. máx. media (°C) | 7.2                                                                                   | 9.7                                                                                   | 14.4                                                                                  | 18.6                                                                                  | 23.6                                                                                  | 27.8                                                                                  | 30.2                                                                                  | 30.0                                                                                  | 25.0                                                                                  | 18.6                                                                                  | 12.4                                                                                  | 7.8                                                                                   | 18.8                                                                                  |
| Temp. media (°C) | 3.2                                                                                   | 4.9                                                                                   | 9.1                                                                                   | 13.1                                                                                  | 18.0                                                                                  | 22.2                                                                                  | 24.4                                                                                  | 24.2                                                                                  | 19.5                                                                                  | 14.0                                                                                  | 8.4                                                                                   | 3.8                                                                                   | 13.7                                                                                  |
| Temp. mín. media (°C) | -0.8                                                                                  | 0.1                                                                                   | 3.7                                                                                   | 7.5                                                                                   | 12.4                                                                                  | 16.6                                                                                  | 18.7                                                                                  | 18.4                                                                                  | 14.0                                                                                  | 9.3                                                                                   | 4.5                                                                                   | -0.1                                                                                  | 8.7                                                                                   |
| Temp. mín. abs. (°C) | -18.4                                                                                 | -18.4                                                                                 | -10.4                                                                                 | -2.2                                                                                  | 0.0                                                                                   | 3.8                                                                                   | 7.3                                                                                   | 8.1                                                                                   | 2.0                                                                                   | -4.6                                                                                  | -7.9                                                                                  | -15.5                                                                                 | -18.4                                                                                 |
| Precipitación total (mm) | 50.9                                                                                  | 43.3                                                                                  | 48.7                                                                                  | 70.4                                                                                  | 74.2                                                                                  | 87.2                                                                                  | 62.6                                                                                  | 81.7                                                                                  | 76.2                                                                                  | 91.0                                                                                  | 64.8                                                                                  | 52.5                                                                                  | 803.5                                                                                 |
| Días de precipitaciones (≥ 1.0 mm) | 6.8                                                                                   | 5.1                                                                                   | 6.0                                                                                   | 8.9                                                                                   | 8.6                                                                                   | 8.6                                                                                   | 5.5                                                                                   | 5.8                                                                                   | 6.0                                                                                   | 7.4                                                                                   | 7.1                                                                                   | 6.2                                                                                   | 82.0                                                                                  |
| Horas de sol | 94                                                                                    | 102                                                                                   | 156                                                                                   | 180                                                                                   | 241                                                                                   | 255                                                                                   | 304                                                                                   | 262                                                                                   | 199                                                                                   | 158                                                                                   | 72                                                                                    | 81                                                                                    | 2104                                                                                  |
| Humedad relativa (%) | 85                                                                                    | 78                                                                                    | 73                                                                                    | 75                                                                                    | 73                                                                                    | 73                                                                                    | 73                                                                                    | 74                                                                                    | 76                                                                                    | 81                                                                                    | 84                                                                                    | 84                                                                                    | 77                                                                                    |
| Fuente n.º 1: Istituto Superiore per la Protezione e la Ricerca Ambientale                                                                     |                                                                                       |                                                                                       |                                                                                       |                                                                                       |                                                                                       |                                                                                       |                                                                                       |                                                                                       |                                                                                       |                                                                                       |                                                                                       |                                                                                       |                                                                                       |
| Fuente n.º 2: Servizio Meteorologico (precipitación 1971–2000, humedad 1961–1990)Instituto Meteorológico de Dinamarca (horas de sol 1931–1960) |                                                                                       |                                                                                       |                                                                                       |                                                                                       |                                                                                       |                                                                                       |                                                                                       |                                                                                       |                                                                                       |                                                                                       |                                                                                       |                                                                                       |                                                                                       |

## Demografía
| Gráfica de evolución demográfica de Verona entre 1861 y 2009 |
|                                                              |
| Fuente ISTAT - elaboración gráfica de Wikipedia              |

| Gráfica de evolución demográfica de Verona entre 1472 y 1862 |
|                                                              |
| Fuente METRON-elaboración gráfica de Wikipedia               |

La ciudad de Verona fue una de las más afectadas por la plaga italiana de 1629-1631. La población de la ciudad se redujo a menos de la mitad, desde unos 50 000 habitantes a unos 20 000. Tardaría más de un siglo en recuperar un volumen de población similar al existente en el momento previo a la plaga.

## Patrimonio

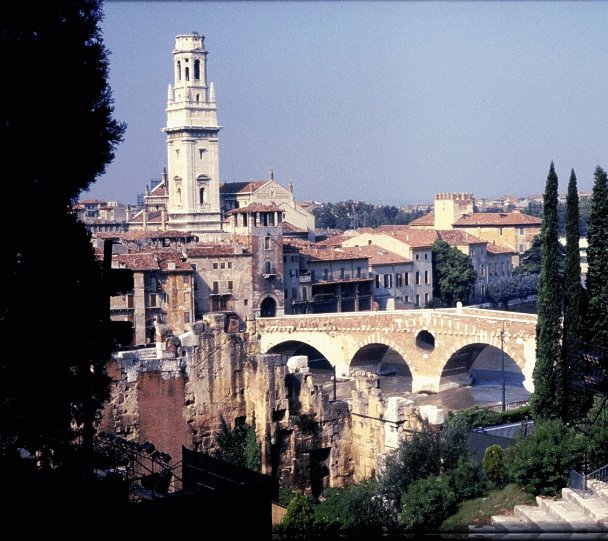
Ponte Pietra visto desde el teatro romano.

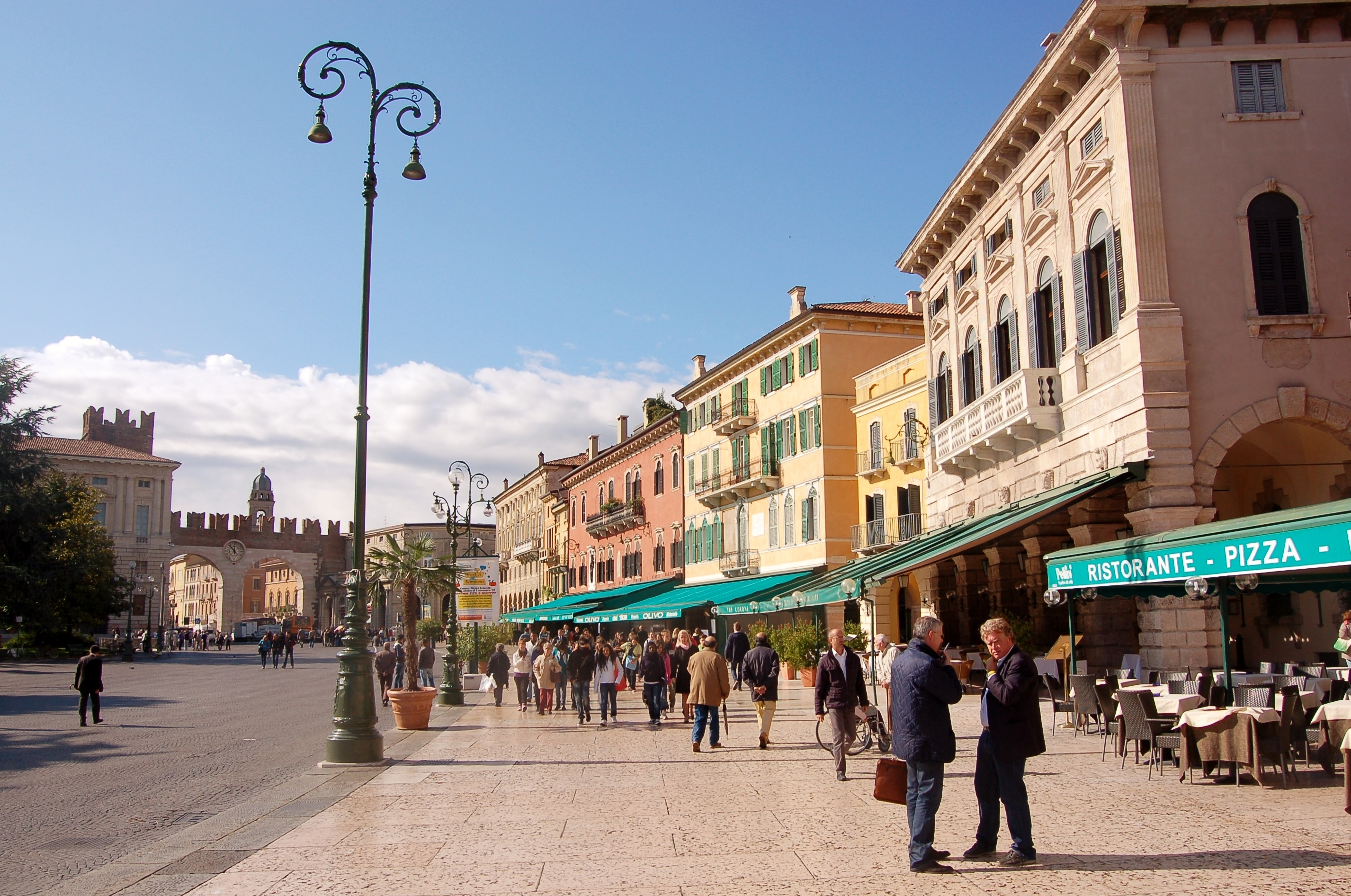
Piazza Bra.

Verona ha sido considerada por la Unesco Patrimonio de la Humanidad, debido a la importancia y el valor de sus edificios históricos. Según la Unesco, representa un «ejemplo sobresaliente de una fortaleza militar», destacando que «ha conservado un destacado número de monumentos de la antigüedad, los periodos medieval y renacentista».
La historia de Verona está ligada a la relación de la ciudad con el río Adigio. Los puentes de Verona anteriores a la Segunda Guerra Mundial y destruidos durante la contienda se reconstruyeron al finalizar esta, dos de ellos con material original recogido del lecho del río y de los alrededores. La reconstrucción del puente romano fue larga y laboriosa; duró cerca de veinte años. 
Cerca de la ciudad se encuentra el Jardín Oficinal de Marzana creado en 1980.

## Cultura
Entre las bandas musicales originarias de Verona se encuentran Sonohra, un dueto de música pop integrado por Luca Fainello y Diego Fainello, y Los Fastidios, banda de Oi!.

## En las artes y la cultura popular

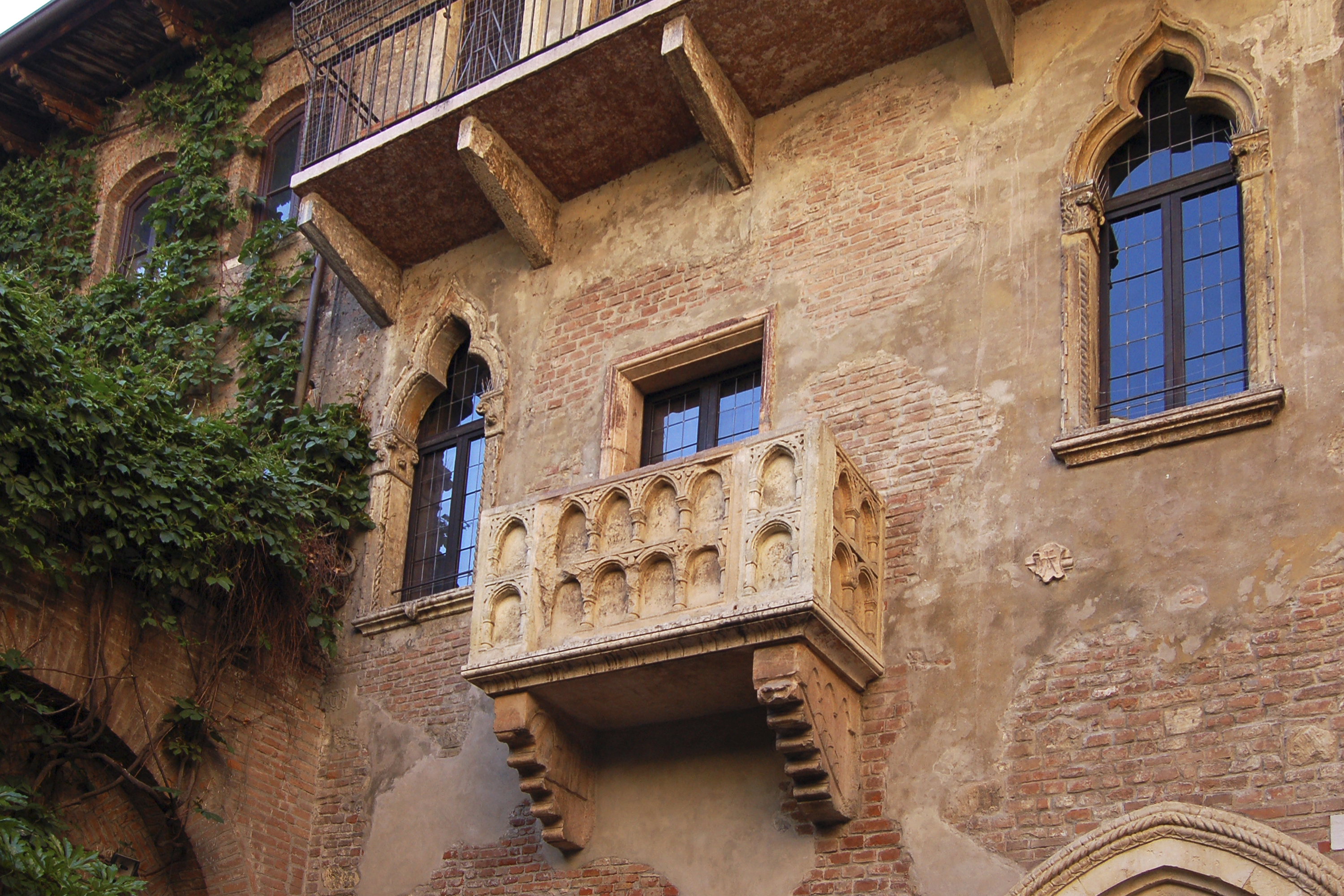
Balcón de la llamada Casa de Julieta

Verona es el escenario de la comedia de William Shakespeare llamada Los dos hidalgos de Verona, pero sobre todo es el lugar donde acontece la historia de Romeo y Julieta, que hizo famosa universalmente a la ciudad. Aunque la primitiva versión de la historia se desarrollaba en Siena, no en Verona — el cambio fue hecho en la obra de Luigi da Porto Historia novellamente ritrovata di due Nobili Amanti (La Historia nuevamente relatada de dos nobles amantes). En memoria de la obra de Shakespeare, uno de los palacios de la ciudad recibe hoy el nombre de Casa de Julieta.
La ciudad aparece en los diarios de viaje de Goethe, Stendhal y Paul Valéry.

## Educación
Verona cuenta con una universidad pública, la Universidad de Verona, fundada en 1982.

## Transportes
Verona constituye un nodo geográfico de los sistemas de transporte terrestre y acuático del noroeste de Italia. Posee un aeropuerto internacional, vía ferroviaria y carretera, que facilitan el acceso a ella. 
|  | Aeropuerto                       | Código IATA | Código OACI |
|  | -------------------------------- | ----------- | ----------- |
|  | Aeropuerto de Verona-Villafranca | VRN         | LIPX        |

Autobús: ATV se ocupa de los transportes urbanos en la ciudad. Hay muchas líneas, que pueden llevar a todos los sitios de interés turístico. 
Tren: Hay dos estaciones de tren: Porta Vescovo y Porta Nuova.

## Deportes
Verona fue sede de la Copa Mundial de Fútbol de 1990
| Equipo                     | Deporte    | Competición | Estadio                                         | Creación |
| -------------------------- | ---------- | ----------- | ----------------------------------------------- | -------- |
| Hellas Verona              | Fútbol     | Serie A     | Stadio Marcantonio Bentegodi                    | 1903     |
| Chievo Verona              | Fútbol     | Serie B     | Stadio Marcantonio Bentegodi                    | 1929     |
| Virtus Verona              | Fútbol     | Serie C     | Centro sportivo Mario Gavagnin-Sinibaldo Nocini | 1921     |
| Associazione Calcio Audace | Fútbol     | Serie C     | Stadio Tiberghien                               | 1922     |
| Scaligera Basket Verona    | Baloncesto | LegADue     | PalaOlimpia                                     | 1951     |

## Ciudades hermanadas
Verona está hermanada con las siguientes ciudades:
- Múnich (Alemania)
- Nimes (Francia)
- Saint-Josse-ten-Noode (Bélgica)
- Salzburgo (Austria)
- Pula (Croacia)
- Albany (Estados Unidos)
- Nagahama (Japón)